# Halopteris campanula
Halopteris campanula is een hydroïdpoliep uit de familie Halopterididae. De poliep komt uit het geslacht Halopteris. Halopteris campanula werd in 1852 voor het eerst wetenschappelijk beschreven door Busk. 